# Смирнов, Кузьма Алексеевич (композитор)
Кузьма́ Алексе́евич Смирно́в (5 ноября 1917, Шихмамат, Царевококшайский уезд, Казанская губерния ― 29 декабря 1963, Йошкар-Ола, Марийская АССР) ― марийский советский композитор, фольклорист, собиратель и популяризатор марийской народной музыки. Один из основоположников марийской симфонической музыки, автор первой марийской симфонии «Прерванный праздник». Заведующий сектором искусств, научный сотрудник МарНИИ (1936, 1946―1947, 1949―1954). Заслуженный деятель искусств Марийской АССР (1951). Член Союза композиторов СССР с 1942 года. 

## Биография
Родился 5 ноября 1917 года в деревне Шихмамат ныне Медведевского района Марий Эл в многодетной крестьянской семье. 
В 1936 году окончил Марийский областной техникум искусств.
В 1936 году ― сотрудник МарНИИ.
В 1936―1937 годах продолжил занятия по сочинению в музыкальном училище Московской консерватории, а затем поступил в Ленинградскую консерваторию. Здесь учился по композиции у заслуженного деятеля искусств Узбекской и Армянской ССР профессора Х. С. Кушнарёва, а по инструментовке ― у народного артиста СССР Д. Д. Шостаковича. Весной 1941 года, будучи студентом третьего 3 курса, сдаёт экзамен по специальности на «отлично», но прервала его учёбу Великая Отечественная война. Дальнейшее обучение композитора (в 1943―1944 году ― в Московской консерватории у Д. Д. Шостаковича) продолжал до 1945 года, закончил Ленинградскую консерваторию по классу композиции Б. А. Арапова. 
В 1946―1947 и 1949―1954 годах ― заведующий сектором искусств, научный сотрудник по музыкальному фольклору МарНИИ. В 1954 году уволен из МарНИИ по сокращению штатов.
В последние годы жизни не имел стабильных доходов и возможности плодотворно заниматься любимым делом. Одёргивание администраторов от культуры, семейные драмы, алкоголизм ускорили кризис, вследствие чего 29 декабря 1963 года прервал жизнь самоубийством.

## Семья
Его брат ― марийский актёр, музыкант Н. А. Смирнов.
Женат, супруга ― марийская гуслярша, заслуженный деятель искусств Марийской АССР А. Р. Сидушкина.

## Музыкальная деятельность
С детства занимался музыкой: с 5 лет ходил в г. Йошкар-Олу слушать церковные хоры, с 12 лет посещал студию при Марийском государственном театре. С 14 лет начал обрабатывать марийские народные песни для хора с фортепиано, а затем ― записывать народные мелодии с текстом.
По словам К. Четкарёва, благодаря знанию народного творчества уже к 20 годам приобрёл широкую популярность. Его дарование подчёркивали Х. Кушнарёв и Д. Шостакович, у которых он учился. По оценке А. Я. Эшпая, К. Смирнов ― «талант большого масштаба».
В 1942 году вступил в Союз композиторов СССР.

Считается одним из основоположников марийской симфонической музыки. Под воздействием Седьмой симфонии Д. Шостаковича в 1944―1947 годах написал симфонию «Прерванный праздник», ставшую первой в истории марийской музыки. Стремился овладеть в симфонии методом философского обобщения, нехарактерным тогда для марийской профессиональной музыки. Эту симфонию Д. Д. Шостакович ещё в 1946 году рекомендовал к исполнению:
«Симфония Кузьмы Алексеевича Смирнова является сочинением, обнаруживающим бесспорное дарование её автора. Ее мелодическая свежесть, интересная гармоническая и полифоническая фактура, талантливость её автора заставляет меня рекомендовать это сочинение к исполнению».
Однако вслед за учителем был обвинён в формализме и модернизме, из-за чего оркестровое исполнение произведения не состоялось.
Автор симфонических картин «Вечер в Морках», «Весна» (1934), «В старину» (1940), «Свободное шествие», «Слава партии» (1946), «Две симфонии» (1948), «Сернурская сюита» (1960). Вторая симфония и опера «Арслан» остались незавершёнными. Был известен и как автор песен, музыки к спектаклям, хоровых произведений. Среди оформленных им спектаклей Марийского драматического театра наиболее значительны музыкальные драмы «Айвика» и «Новые плоды» С. Николаева, «Пасека» С. Чавайна и «Чёрный волк» Н. Арбана.
В фольклорных экспедициях МарНИИ по Марийской, Башкирской, Татарской АССР, Кировской и Пермской областям записал и обработал свыше 700 народных песен. Так, в июле ― августе 1935 года, участвуя в экспедиции по записи марийских народных мелодий в Башкирской АССР, записал 180 песен. В годы войны им были изданы авторские сборники произведений «Марийские песни» (1941), «Пионер муро» («Пионерские песни», 1943) для хора и фортепиано, «Сеҥымаш муро дене» («Песни Победы», 1943). Задумал 10-томное издание марийского музыкального народного творчества, но успел издать три сборника песен восточных, луговых и горных мари (1951, 1955, 1961).
В 1951 году ему присвоено почётное звание «Заслуженный деятель искусств Марийской АССР». Награждён орденом «Знак Почёта» и медалями.

## Признание
- Орден «Знак Почёта» (1951)[1]
- Медаль «За трудовую доблесть» (1946)[1]
- Заслуженный деятель искусств Марийской АССР (1951)[1][2][4][5]

## Память
- В 1997 году его именем названа Медведевская детская музыкальная школа[1][7].
- В деревне Шихмамат Медведевского района Марий Эл разбит парк имени К. и Н. Смирновых[8].
- В 2021 году на родине К. А. Смирнова ― в деревне Шихмамат Медведевского района Марий Эл было предложило установить памятник композитору[9][10].
- В Государственном архиве Республики Марий Эл хранится личный фонд композитора К. А. Смирнова[4].